# Chelicerca monticola
Chelicerca monticola är en insektsart som beskrevs av Ross 2003. Chelicerca monticola ingår i släktet Chelicerca och familjen Anisembiidae.
Artens utbredningsområde är Ecuador. Inga underarter finns listade i Catalogue of Life.